# Saint-Aigulin
Saint-Aigulin település Franciaországban, Charente-Maritime megyében. Lakosainak száma 1884 fő (2022. január 1.). Saint-Aigulin Médillac, La Barde, Boscamnant, Le Fouilloux, La Genétouze, Saint-Martin-de-Coux, La Roche-Chalais és Parcoul-Chenaud községekkel határos.

## Népesség
A település népessége az elmúlt években az alábbi módon változott:
| Lakosok száma | 2343 | 2220 | 2040 | 1943 | 1901 | 1895 | 1911 | 1895 | 1887 | 1884 |
|               | 1968 | 1982 | 1990 | 2006 | 2013 | 2015 | 2017 | 2019 | 2020 | 2022 |